# 段洛夫
段洛夫（1911年12月27日—1983年10月），名承造，字衍青，江西永新县高溪乡高溪村人，中国政治人物，曾任高等教育部副部长，中央广播电视大学校长，第五届全国政协委员。

## 生平
中学毕业后，凭姐夫龙京里、袁玉林的资助，1929年和1933年两次东渡日本东京大学求学，精通日语，花了大量的时间和精力阅读进步文艺书籍，钻研马恩列斯经典著作，参加进步青年组织的文艺座谈会和戏剧座谈会，研究国内外重大的政治问题。1936年4月回到上海，从事进步文化的翻译和出版工作，担任过上海新路出版社、潮锋出版社、武汉大众出版社的编辑，先后创办了《杂志小译丛》、《国际导报》、《国际译丛》等进步刊物，利用出版社出版了大批进步书籍，如《最近苏联伟人讲演译丛》、《通俗资本论读本》（川上贯一著）、《北伐途次》（郭沫若著）、《火灾》（中篇小说，东平著）、木版插图《列宁画传》、新波的版画集《路碑》等。亲自翻译了《尼采哲学》、《文学上的写实主义》、《现实主义》（米尔斯基著，为《苏联文艺百科辞典》第9卷，附录高尔基《论苏联文学》是1934年8月17日在全苏第一次作家代表大会上的演说）。采用笔名“洛夫”与陈非璜合译了《西线无战事》、日译本《钢铁是怎样炼成的》等文艺作品。1937年5月上海潮锋出版社《钢铁是怎样炼成的？》（第一部的第1-9章），封皮与日本左翼文化运动领袖杉本良吉的日文版（日本科学出版社1936年东京版，该版翻译自苏联国立出版社 （即艺术文学社）第七版，并参考了青年近卫军出版社的精装版）一样采用了保尔打押送兵的木版画。这是该书的首个中文版。该版有全乌克兰中央执行委员会主席格里戈里·彼得罗夫斯基给作者奥斯特洛夫斯基颁奖时的讲话作为序言，后附《作者略传与其创作经历》以及《译者的几句话》：
本书的好坏，自然不用译者来饶舌；只要一看奥氏的传略，及其怎样产生这部书经过，我想一般“读者”自然就能决定这部书的价值。我们为什么译这本书呢？事实是这样，在日本看到日译本时翻读了日译者的序言，及作者的介绍，便使我们怀有一颗热烈的心，想知道一个特有的，被革命的现实锻炼成钢铁一般坚固的青年战士的杰作的姿态，买了一本回来细细地咀嚼，愈读愈兴奋愈感动，因之萌芽了译这书的意念。 在翻译时，时常会碰到土语、成语的阻难，几乎不敢译下去，可是书中的激昂壮烈的史实以及作者的战斗精神，招引我们，鼓舞我们，而使我们生下绞尽心血来译完这本书的雄心和毅力。

前面说过：本书中的土语、成语是非常多的，为了忠实于作者，为了稍尽翻译者的良心，我们曾经多方奔走找人帮忙。疑难的地方，承鹿地亘先生及刘山兄嫂恳切指教，日译本有删节和删字，删字用*代替， 删节则用三个*占一整行来代替，及被遗失的一页（第七章的头一页）承陈伊范先生由青年近卫军出版社在1936年的俄文版前言译成英文得以译出，又承张谔先生代为设计封面。我们在这里对诸先生表示衷心的感谢。

本书出版的广告，记得在去年八月就登出了，那时候，是决定由陈、洪、叶三人翻译出来，后来因生活关系，洪到南洋去，叶到广东去了。于是这翻译的责任，推到了我们两个人的身上，而我们两个人，也苦于生活，忙于生活，虽然努力想在预定的期间（今年一月）出版，可是终究不可能。我们对于渴望本书的读者，只有惭愧抱歉。

《西线无战事》一书似乎有了七种译本，谁好谁坏，不是要在这里介绍的。现在所以提到它，因为我们虽然尽了能尽的能力，但错误还是免不了的我们恳求进步的读者批评与指正，同时希望有另外的一种两种……直至定译本出现。

最后本书的作者——可却金——奥斯托洛夫斯基，在他短促的生命中，时时刻刻在为他的祖国斗争。我们的祖国，早已陷入了支离破碎的状态，挽救它（我们的祖国）的免于危亡的责任，是我们每个青年都担负的，现在仅以此书献给在为我们民族解放斗争中的英勇的青年战士。

译者

一九三七.五.一日清晨 
格里戈里·彼得罗夫斯基《序言》中的“十月革命”“在十月革命的战旗”“共青团-布尔什维克的先锋队”等词汇在中译本用***代替。1939、1940、1946年潮锋出版社三次再版重印八次。该译本在抗战前期有广泛影响力。
1936年7月参加革命。任新四军政治部敌工部干事时于1938年9月入党。1939年夏在澛港组织“青年求文会”做情报工作，其名字含义即救国会的“救”字拆开。1939年日军为扩大皖南沿江占领区，维持其长江航运，先后五次大规模向繁昌进犯，由于段洛夫在鲁港、三山、获港、大通等日伪据点都安插了敌工人员，新四军事先都能得到准确情报，做好了反“扫荡”的准备，因而获得了五次繁昌保卫战的胜利。历任新四军教导总队政治教员、老一团敌工股长、新四军第三支队敌工科长。皖南事变时突围到江北的无为县，1941年5月1日任新四军第七师政治部敌工部副部长。1943年春实行党政军一元化领导，新四军第七师政治部敌工部并入中共皖江区党委联络部，任区党委秘书长兼联络部部长，负责敌军工作、情报工作、党的交通工作、对敌区的隐秘地下贸易工作。在下属三个地委设联络部，在县委设联络大站，在敌伪封锁线附近设交通站。在日伪据点，交 通要道，水陆码头等地普遍建立步哨，日夜值班，如有情况随时传送、上报领导机关。注意争取利用三番子（即青帮）、大刀会等一切可以利用的组织和个人。对于在战斗中放下武器的日伪军人员，一律不打不杀不骂不搜腰包，愿留者欢迎，不愿留者发给路费回家。开办敌工干部培训班，并亲自授课，教日语，讲解日伪军工作的重要性和党的日伪工作方针政策，介绍当时皖江地区各日伪据点的情况，进行日伪军工作的方式方法和应注意的事项等，培养了一批骨干，从思想上，政策上，组织上做好了准备。1943年段洛夫和皖江贸易总局局长蔡辉做好争取芜湖航运大佬、江苏旅芜民船同业公会会长杨大炎的工作。1944年，段洛夫和皖江贸易总局局长蔡辉、临江联络站站长吴锦章（区党委联络部副部长）一道与芜湖伪维持会会长兼商界巨头汪子东谈判成功，以后又与日军驻上海负责收集军粮的“登”部队派驻芜湖的顾问，后到“总力社”任经济顾问的楠木谈判成功，敌我双方开展特殊贸易，运来药材、布匹，输出大米等。从上海、南京、芜湖等地购进武器弹药，电信器材，炸药雷管、印钞机、纸张等急需的军用物资和民用物资。1945年日军投降时，驻九江日军向芜湖集中缴械经无为时，段洛夫带楠木同日军交涉，使日军到芜湖即向无东的第七师部队交出机枪55挺，子弹数万发。
皖江区党委城工部部长，华东野战军第三纵队秘书长。1947年调任旅大市公安总局秘书长。1947年5月任《关东日报》社副社长并主持工作、关东通讯社副社长。1948年9月调任东北行政委员会教育局副局长、东北人民政府教育部秘书长。
1954年8月任中央人民政府教育部司长、中华人民共和国高等教育部党组成员、计划司司长、副部长，从事教育计划和教育财务工作。五十年代中期，向党中央和毛泽东反映了普教事业发展中的困难，引起了重视，增拨了部分经费。三线建设时，“1964年7月，高教部根据中央《关于平战结合，加强战争观念和加强三线建设的指示》，提出了《关于调整第一线和集中力量加强三线建设的报告》。该报告确定向三线迁建部分高校的机密、尖端及与国防有关的专业和研究室。经中央批准，除上海机械学院等3所院校搬迁外，南京大学和北京大学、清华大学、华东化工学院等7所院校迁出部分专业至三线地区建校，要求三年迁建完成。”段洛夫负责以“651”（位于绵阳，后为四川建筑材料工业学院、西南科技大学）、“652”（位于自贡市，后为四川化工学院）、“653”（位于汉中市，后为陕西工学院）、“654”（位于桃源县罗家冲，现为中国兵器装备集团公司湖南华南光电）为代号的清华大学、华东化工学院、北京大学、南京大学四所分校建设工程。1978年洛夫担任教育部顾问。1980年1月31日任教育部工农教育司与中央广播事业局中央电视台合办的中央广播电视大学首任校长，调北京外国语学院党委书记兼院长王亦山任中央电大党委书记兼第一副校长主持工作，从北大调来负责教务工作的张群玉任副校长主管教学工作，调郝金禄任副校长主管人事和后勤基建方面的工作，调陕西省广播电视局副局长方铁任副校长分管电视教育方面的工作，中央电视台副台长王枫兼任副书记。